# Malattia di Refsum
La malattia di Refsum, nota anche come malattia di Refsum classica o dell'adulto, eredopatia polineuritiforme atactica, malattia da carenza di acido fitanico ossidasi e malattia da accumulo di acido fitanico, è una malattia neurologica, ereditaria a carattere autosomico recessivo, che deriva dal sovraccumulo di acido fitanico nelle cellule e nei tessuti. È uno dei numerosi disturbi che presero il nome dal neurologo norvegese Sigvald Bernhard Refsum (1907–1991).

## Classificazione
La malattia di Refsum degli adulti può essere suddivisa in due sottotipi: malattia di Refsum adulta tipo-1 e malattia di Refsum adulto tipo-2. Il tipo-1 deriva da una mutazione nel gene fitanoil-CoA idrossilasi (in inglese phytanoyl-CoA alpha-hydroxylase, acronimo PAHX o PHYH) mentre il tipo-2 deriva da mutazioni nel gene perossisomiale 7 (PEX7).
La malattia di Refsum dell'adulto non deve essere confusa con la malattia infantile di Refsum, un disordine nella biogenesi dei perossisomi per carenze nel catabolismo degli acidi grassi a catena molto lunga e degli acidi grassi a catena ramificata (tra cui l'acido fitanico) e nella biosintesi dei plasmalogeni, una sottoclasse di fosfolipidi.

## Caratteristiche
L'esordio della sintomatologia è più comune durante l'infanzia oppure l'adolescenza. I sintomi evolvono con un decorso progressivo, anche se possono verificarsi periodi di remissione di durata variabile. La descrizione originale della malattia da parte di Sigvald Refsum è estremamente precisa. Praticamente tutti i pazienti affetti da questa patologia presentano quattro caratteristiche manifestazioni cliniche: la polineuropatia periferica, la degenerazione e atassia cerebellare, la retinite pigmentosa e un'alterazione nel rapporto proteico-cellulare del liquor cerebrospinale (aumento del contenuto di proteine in assenza di un aumento delle cellule, la cosiddetta dissociazione albuminocitologica). In molti, ma non in tutti i pazienti, è possibile che vi siano anche altri sintomi, tra cui deficit uditivi di tipo neurogeno, pelle squamosa (ittiosi), malformazioni scheletriche, deficit cardiaci. In alcuni pazienti si registrano anche perdita pressoché totale della capacità di percepire gli odori, cataratta e altre anomalie a carico dell'occhio (ad esempio cecità notturna). Le alterazioni cerebellari si manifestano prevalentemente con l'atassia e oscillazioni dell'andatura. Talvolta si osserva nistagmo di origine cerebellare e tremore intenzionale. Le manifestazioni cardiache consistono generalmente in miocardiopatia con cardiomegalia, insufficienza cardiaca, disturbi della conduzione miocardica che possono anche portare alla morte improvvisa. Per quanto riguarda le malformazioni scheletriche è frequente riscontrare un accorciamento o un allungamento delle ossa metatarsali. Si registrano inoltre sindattilia (fusione di due o più dita), dita delle mani (talvolta ossa metacarpali) corte e allargate e dita dei piedi a martello.

## Cause
La malattia di Refsum è un disordine a carico dell'assemblaggio dei perossisomi, i quali si caratterizzano per una maggiore sopravvivenza, ed è causato dalla compromissione della alfa-ossidazione degli acidi grassi a catena ramificata con conseguente accumulo di acido fitanico e dei suoi derivati nel plasma e nei tessuti. Ciò può essere dovuto in genere a carenze di fitanoil-CoA idrossilasi. Si ricorda che nell'essere umano l'acido fitanico non può essere sintetizzato a partire da altri precursori, ma proviene esclusivamente dalla dieta. Alimenti particolarmente ricchi di acido fitanico sono i latticini, la carne, la sostanza grassa degli animali ruminanti e il pesce. Anche il fitolo (un alcol di natura isoprenoide presente nel regno vegetale, costituente la catena laterale idrofobica della clorofilla) è una fonte di questa sostanza dal momento che può essere convertito prontamente in acido fitanico. Tuttavia il fitolo presente nella clorofilla, fonte principale di tutto il fitolo che può essere introdotto con la alimentazione, è scarsamente assorbito.

## Trattamento
Gli individui affetti da malattia di Refsum sono in genere trattati con una dieta povera di acido fitanico e viene loro consigliato di evitare il consumo di grassi di animali ruminanti e di alcuni pesci.  L'eliminazione dell'acido fitanico e dei suoi precursori dalla dieta in teoria è in grado di prevenire un ulteriore accumulo e, dato che i pazienti mantengono una sia pur minima capacità di degradare l'acido fitanico, alla lunga le riserve corporee dovrebbero ridursi.
In realtà in una fase iniziale, dopo l'istituzione della dieta, i livelli di acido fitanico tendono ad aumentare e solo dopo mesi si assiste a una loro riduzione. Questo fatto sta a indicare che quando si riduce l'apporto di grassi (contenenti acido fitanico) i depositi tissutali in risposta alla restrizione alimentare vengono a essere mobilizzati. Infatti nel corpo, l'acido fitanico è presente soprattutto nei fosfolipidi e nei trigliceridi delle diverse lipoproteine, arrivando a costituire fino al 50% degli acidi grassi dei lipidi epatici. Fortunatamente la percentuale di acido fitanico nel tessuto adiposo è decisamente più bassa (1-5% degli acidi grassi totali), ma è comunque qui che si concentra la maggior parte del contenuto corporeo di acido fitanico. In ogni caso gli studiosi raccomandano di monitorare la risposta alla restrizione dietetica sia in termini di acido fitanico assoluto (mg/dL) sia di acido fitanico relativo (percentuale degli acidi grassi totali). In ogni paziente affetto da malattia di Refsum, in regime dietetico, la mobilizzazione dell'acido fitanico dalle cospicue riserve del tessuto adiposo è infatti un fattore di rischio potenziale. Proprio per evitare un aumento del flusso di acido fitanico dalle riserve corporee si consiglia di seguire una dieta che fornisca un numero di calorie sufficiente al mantenimento del peso corporeo iniziale. Le prescrizioni dietetiche debbono in ogni caso mirare a eliminare dalla alimentazione tutti i tipi di latticini, i grassi e la carne derivata da animali ruminanti. Inizialmente si ritenne che l'esclusione dalla dieta dei vegetali a foglia verde potesse essere utile per evitare che il fitolo contenuto nella clorofilla potesse essere assorbito e convertito ad acido fitanico. Studi più recenti hanno dimostrato che il fitolo legato alla clorofilla viene liberato solo in minima quantità nell'intestino e per tale motivo si è ritenuto che non sia più necessaria l'esclusione di vegetali a foglia verde dalla dieta. In situazioni d'emergenza in pazienti con livelli molto alti di acido fitanico si può ricorrere alla plasmaferesi. La combinazione di un adeguato trattamento dietetico e di plasmaferesi periodiche si è rivelata molto utile e si è dimostrata efficace nel raggiungere e mantenere livelli plasmatici di acido fitanico molto bassi.